# Cirolana (Anopsilana) marosina
Cirolana (Anopsilana) marosina is een pissebed uit de familie Cirolanidae. De wetenschappelijke naam van de soort is voor het eerst geldig gepubliceerd in 2003 door Botosaneanu.